# Frommetsfelden

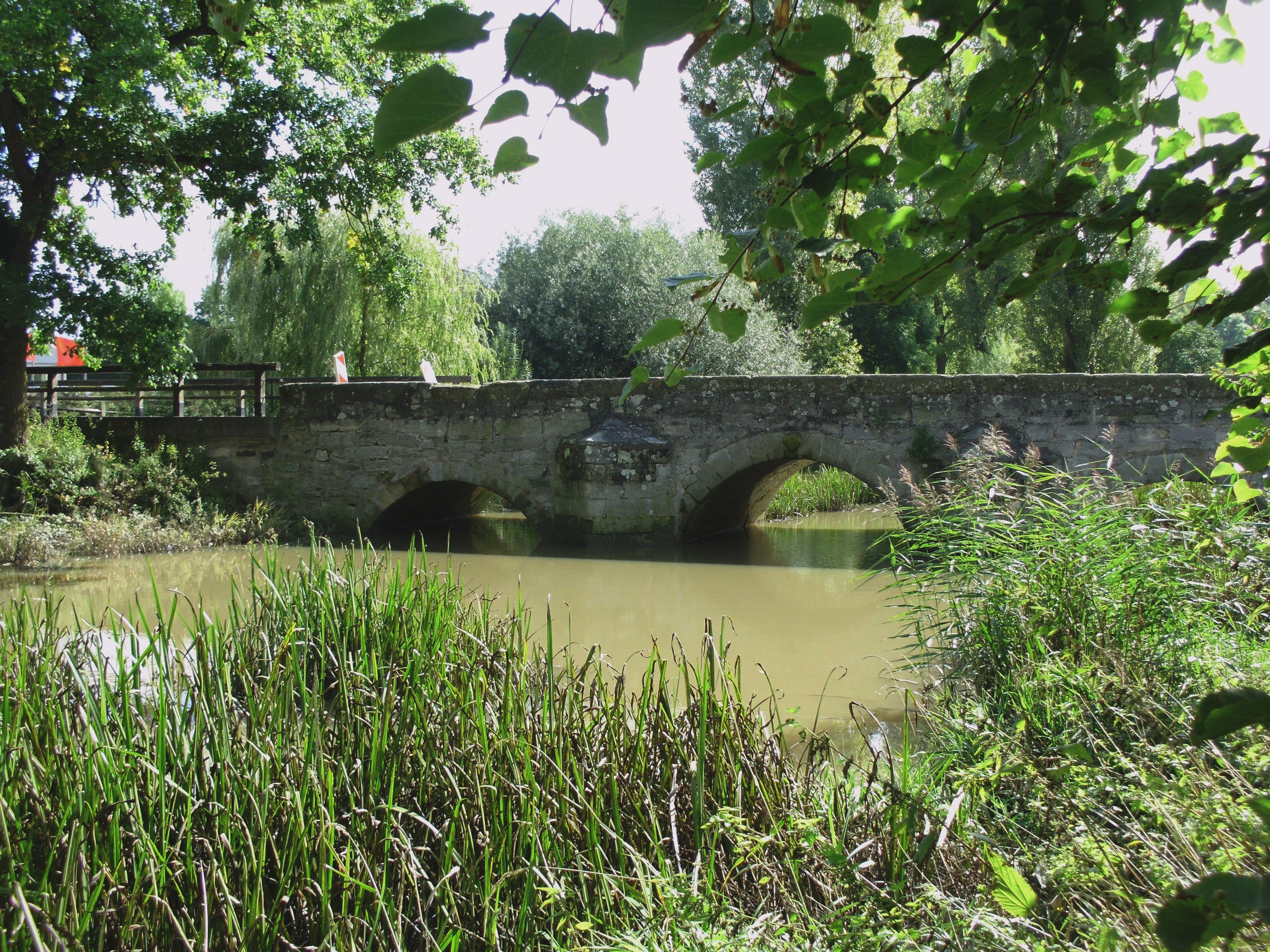
Altmühlbrücke

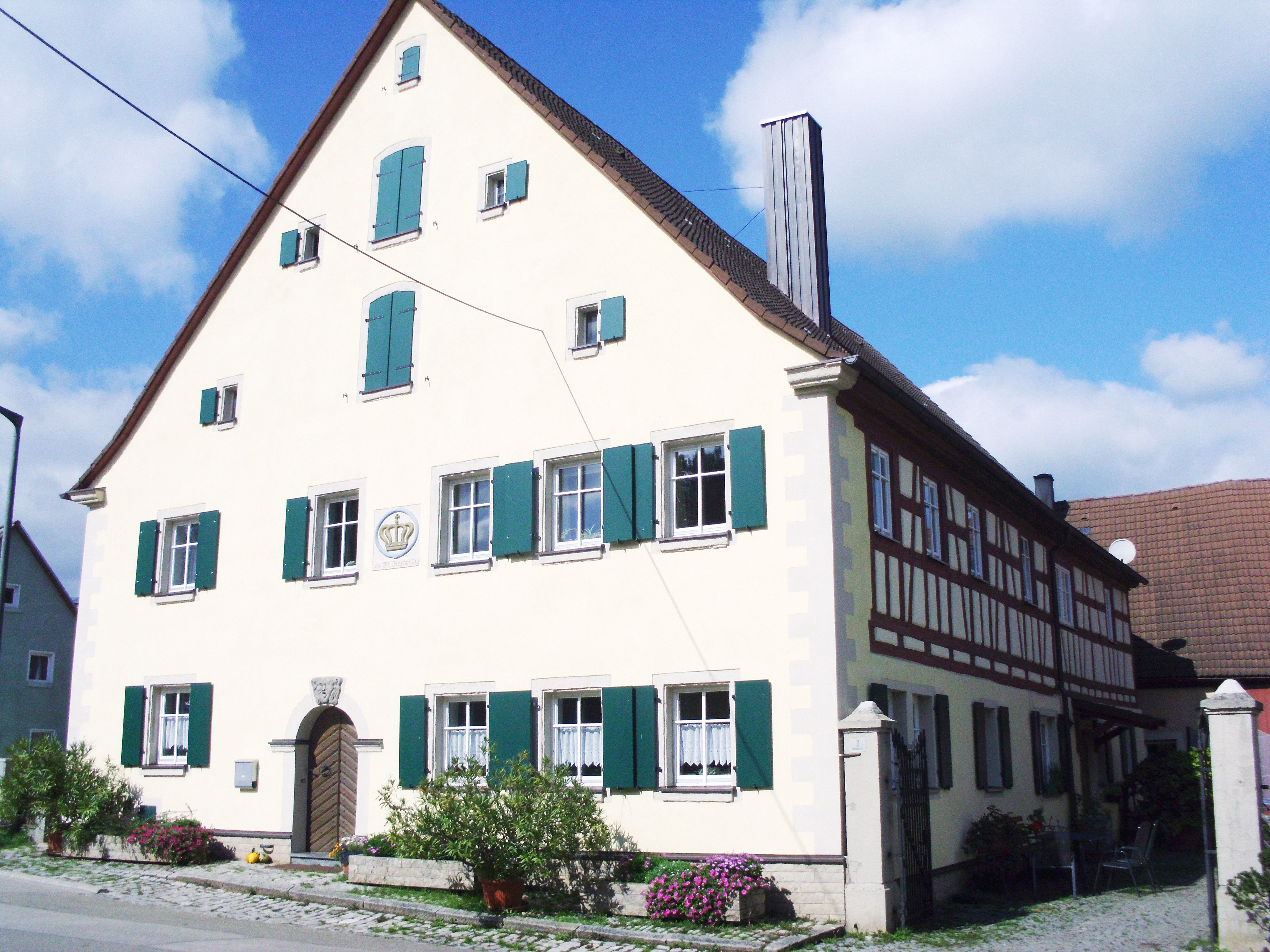
Ehemaliger Gasthof von 1821

Frommetsfelden (bis 1875 Frometzfelden) ist ein Gemeindeteil der Stadt Leutershausen im Landkreis Ansbach (Mittelfranken, Bayern). Die Gemarkung Frommetsfelden liegt teils auf dem Gemeindegebiet von Leutershausen, teils auf dem Gemeindegebiet von Colmberg. Sie hat eine Fläche von 9,918 km². Sie ist in 696 Flurstücke aufgeteilt, die eine durchschnittliche Fläche von 14.250,35 m² haben. In ihr liegen neben dem namensgebenden Ort die Gemeindeteile Bieg, Hainhof, Höchstetten, Pfetzendorf und Zweiflingen.

## Geografie
Durch das Kirchdorf fließt die Altmühl und der Hainhofgraben mündet dort als rechter Zufluss in die Altmühl. Der Ort ist von Ackerland und Grünflächen mit vereinzeltem Baumbestand umgeben. Gemeindeverbindungsstraßen führen nach Bieg (1,5 km nördlich), nach Höchstetten (1 km südlich), über Meuchlein zur Staatsstraße 2245 (2,5 km östlich), nach Buch am Wald (2,7 km westlich) und Hürbel (2,3 km nordwestlich) jeweils zur Kreisstraße AN 5.

## Ortsnamendeutung
Schreibweisen des Ortsnamens im 14. Jahrhundert wie „Frummoltsfelden“ und „Frumolsfelden“ legen die Deutung nahe, dass das Bestimmungswort des Ortsnamens der Personenname Frumolt ist. Eine Person dieses Namens ist als Gründer der Siedlung anzunehmen.

## Geschichte
Das Gebiet um Frommetsfelden war schon im Mesolithikum besiedelt.
Bis zum Bau einer Brücke – die heutige dreibogige stammt aus dem 16./17. Jahrhundert – überquerte man die Altmühl in Frommetsfelden mittels einer Furt. Der Ort hatte häufig unter Überschwemmungen der Altmühl zu leiden.
1324 verkauften Lupold Tauber zu Jochsberg und seine Frau Hedwig Frommetsfelden an das Prämonstratenserinnenkloster Sulz. Auch in den ältesten Lehenbüchern des Bistums Würzburg aus dem 14. Jahrhundert ist Frommetsfelden verzeichnet. Laut einer Auflistung von 1342 hatte das Kanonikerstift Ansbach in Frommetsfelden einen Fischer als Untertan. 1358 erwarb Burkard von Seckendorff zu Jochsberg von seinem Vetter Burkard von Seckendorff-Aberdar ein Frommetsfeldener Gut, das nürnberg-burggräfliches Lehen war. 1402 verkaufte die Herrschaft Seckendorff zu Rammersdorf ein Gütlein zu Meuchlein an die Kirche St. Erhard in Frommetsfelden. 1404 wurde der Ort von der Pfarrei St. Kilian in Geslau abgetrennt und mit Buch am Wald zu einer eigenen Pfarrei im Bistum Würzburg erhoben; durch Teilung der Pfarrpfründe erhielt Frommetsfelden 1460 einen Frühmesser als Expositus. Als 1423 Jörg von Seckendorff die Burg Jochsberg an Conz Lesch verkaufte, gehörte auch das Fischwasser zu Frommetsfelden dazu, das er spätestens 1440 mit der Burg wieder zurückgekauft hatte. Laut einem klösterlichen Gültbuch von 1478 besaß das Frauenstift Sulz ein Ochsengut und zehn Güter; die Untertanen mussten zu Sulz Recht nehmen. Außerdem standen der Große und der Kleine Zehnt dem Kloster zu.
1528 führte das Haus Brandenburg-Ansbach mittels einer Kirchenvisitation die Reformation ein. In einem markgräflichen Lehenbrief von 1544 wurde ein Gut in Frommetsfelden als zur Burg Jochsberg gehörend erwähnt. Im 16-Punkte-Bericht des ansbachischen Amtes Colmberg von 1608 wurden für Frommetsfelden 18 Mannschaften angegeben. 6 hatten das Kastenamt Colmberg als Grundherrn, 10 das Klosterverwalteramt Sulz und je 1 die Herrschaft Jochsberg und der Ansbacher Rat. Das Hochgericht und die Dorf- und Gemeindeherrschaft übte das Amt Colmberg aus. Im Dreißigjährigen Krieg wurde der Ort 1631 durch kaiserliche Truppen schwer geschädigt. Nach dem Krieg bauten vor allem protestantische Exulanten aus Österreich Frommetsfelden wieder auf. Frommetsfelden wurde nunmehr vom Pfarrer von Weißenkirchberg, später vom Geistlichen in Buch betreut. Im 16-Punkte-Bericht von 1681 heißt es, dass Frommetsfelden aus 20 Mannschaften besteht, zwölf dem Klosterverwalteramt Sulz, sechs dem Kastenamt Colmberg und je eine dem nunmehr brandenburgischen Vogtamt Jochsberg sowie dem Bürgermeister und Rat Ansbach gehörend.
Im Jahre 1734 gehörten sechs Untertanen grundherrschaftlich dem brandenburg-ansbachischen Amt Colmberg, einer zur Pfarrei Colmberg, zwölf zum brandenburg-ansbachischen Klosterverwalteramt Sulz, einer zum brandenburg-ansbachischen Vogtamt Jochsberg und einer zum Bürgermeister und Rat zu Ansbach; das Hirtenhaus war gemeindlicher Besitz. Die Dorf- und Gemeindeherrschaft hatte das Amt Colmberg inne, die Vogtei inner Etters lag bei der jeweiligen Grundherrschaft, die Vogtei außer Etters und die Fraisch nahm ebenfalls das Amt Colmberg wahr.
Gegen Ende des Alten Reiches bestand Frommetsfelden aus 26 Anwesen. Grundherren waren das Kastenamt Colmberg (11 Anwesen: 4 Halbhöfe, 1 Halbhof mit Tafernwirtschaft, 2 Leerhäuser, 1 Söldengütlein mit Schmiede, 1 Halbhaus; 1 Halbhof wurde stellvertretend für die Pfarrei Colmberg verwaltet, 1 Söldengütlein für die Kirche Frommetsfelden), das Klosterverwalteramt Sulz (13 Anwesen: 1 Dreiviertelhof, 2 Halbhöfe, 8 Köblergüter, 1 halbes Köblergut, 1 Schmiede), das Vogtamt Jochsberg (1 Köblergut), der Ansbacher Rat stellvertretend für die Johannispflege (1 Köblergut). Der Gemeinde gehörten die Filialkirche St. Erhard, das Schulhaus, das Hirtenhaus sowie zwei Häuser.
Von 1797 bis 1808 unterstand der Ort dem Justizamt Leutershausen und Kammeramt Colmberg.
1806 kam Frommetsfelden zum Königreich Bayern. Im Rahmen des Gemeindeedikts wurde 1808 der Steuerdistrikt Frommetsfelden gebildet, zu dem Bieg, Hainhof, Höchstetten, Hürbel, Pfetzendorf und Zweiflingen gehörten. Die Ruralgemeinde Frommetsfelden entstand im Jahr 1810 und war deckungsgleich mit dem Steuerdistrikt. Sie war in Verwaltung und Gerichtsbarkeit dem Landgericht Leutershausen zugeordnet und in der Finanzverwaltung dem Rentamt Colmberg. Mit dem Zweiten Gemeindeedikt (1818) wurden zwei Ruralgemeinden gebildet:
- Bieg mit Hainhof, Höchstetten, Hürbel, Pfetzendorf und Zweiflingen;
- Frommetsfelden.

Von 1862 bis 1879 gehörte Frommetsfelden zum Bezirksamt Ansbach, ab 1880 zum Bezirksamt Rothenburg ob der Tauber (1939 in Landkreis Rothenburg ob der Tauber umbenannt). Die Gerichtsbarkeit blieb bis 1879 beim Landgericht Leutershausen, von 1880 bis 1973 war das Amtsgericht Rothenburg ob der Tauber zuständig, das seit 1973 eine Zweigstelle des Amtsgerichts Ansbach ist. Die Finanzverwaltung wurde 1880 vom Rentamt Rothenburg ob der Tauber übernommen (1919 in Finanzamt Rothenburg ob der Tauber umbenannt, seit 1973 Zweigstelle des Finanzamts Ansbach). Die Gemeinde hatte 1964 eine Gebietsfläche von 3,231 km².
Am 1. Juli 1972 wurde Frommetsfelden im Zuge der Gebietsreform in Bayern nach Leutershausen eingemeindet.

### Baudenkmäler
- Hürbeler Straße 2: ehemaliges Gasthaus, zweigeschossiger giebelständiger Satteldachbau, in Teilen Fachwerk, bezeichnet 1821[31]
- Hürbeler Straße 3: Evangelisch-lutherische Pfarrkirche St. Erhard: Chorturmkirche, 13. Jahrhundert, Turm 1584 und 1661 wiederhergestellt; mit Ausstattung; Friedhof mit Grabsteinen und Ummauerung[31]
- Flachsbrechhaus des 19. Jahrhunderts am nördlichen Altmühlufer gegen Bieg zu. Gefährdeter Bauzustand.[32]
- Steinbrücke über die Altmühl: dreibogig, Natursteinquader, wohl 16./17. Jahrhundert[31]

### Bodendenkmäler
In der Gemarkung Frommetsfelden gibt es sechs Bodendenkmäler.

### Einwohnerentwicklung
| Jahr      | 1818   | 1840   | 1852   | 1855   | 1861   | 1867   | 1871   | 1875   | 1880   | 1885   | 1890   | 1895   | 1900   | 1905   | 1910   | 1919   | 1925   | 1933   | 1939   | 1946   | 1950   | 1952   | 1961  | 1970   | 1987  |
| Einwohner | 153    | 179    | 178    | 172    | 182    | 162    | 162    | 167    | 170    | 178    | 179    | 174    | 172    | 172    | 178    | 184    | 182    | 168    | 150    | 206    | 208    | 175    | 136   | 138    | 132   |
| Häuser    | 34     | 30     |        |        |        |        | 31     |        |        | 32     | 32     |        | 33     |        |        |        | 35     |        |        |        | 31     |        | 31    |        | 32    |
| Quelle    | [ 34 ] | [ 35 ] | [ 36 ] | [ 36 ] | [ 37 ] | [ 38 ] | [ 39 ] | [ 40 ] | [ 41 ] | [ 42 ] | [ 43 ] | [ 44 ] | [ 45 ] | [ 44 ] | [ 46 ] | [ 44 ] | [ 47 ] | [ 44 ] | [ 44 ] | [ 44 ] | [ 48 ] | [ 44 ] | [ 1 ] | [ 49 ] | [ 2 ] |

### Bürgermeister
| Name                     | Amtszeit  |
| ------------------------ | --------- |
| Johann Georg Finsterer   | ca. 1846  |
| Leonhardt Sturm          | ca. 1856  |
| Michael Gümpelein        | 1876–1882 |
| Johann Michael Wiegel    | 1882–1915 |
| Johann Georg Kilian      | 1915–1919 |
| Johann Michael Zanzinger | 1919–1925 |
| Georg Gümpelein          | 1925–1946 |
| Johann Michael Vogel     | 1946–1966 |
| Georg Weidner            | 1966–1972 |

## Religion
Der Ort ist seit der Reformation evangelisch-lutherisch geprägt und war ursprünglich nach St. Wendel (Buch am Wald) gepfarrt. 1936 wurde die evangelisch-lutherische Filiale Frommetsfelden mit der Pfarrei St. Mauritius in Jochsberg zusammengelegt; Pfarrsitz ist seitdem Jochsberg. Die Einwohner römisch-katholischer Konfession sind nach Kreuzerhöhung (Schillingsfürst) gepfarrt.